# Rojtmans sats
Inom matematiken är Rojtmans sats, introducerad av Rojtman (1980), ett resultat som säger att Abel–Jacobiavbildningen från Chowgruppen av cykler av grad 0 till Albanesevarieteten är en isomorfi av torsionsdelgrupper.